# Mercy (canção de Duffy)
"Mercy" é o segundo single do álbum Rockferry da cantora Duffy. A música entrou na parada do Reino Unido (UK Singles Chart) em 1º lugar apenas com vendas de downloads no dia 17 de Fevereiro de 2008. O videoclipe é uma espécie de retrô do Soul, com muitos dançarinos do Northern soul no clipe.

## Formatos e Faixas
Download Digital

(Lançado: 11 de Fevereiro de 2008) 

"Mercy" [Versão do Single]
Reino Unido - CD single

(Lançado: 25 de Fevereiro de 2008) 

"Mercy" [Versão do Single] 

"Tomorrow"
Reino Unido 7" single de vinil

(Lançado: 25 de Fevereiro de 2008) 

"Mercy" [Versão do Single] 

"Save It For Your Prayers"
Austrália CD single

(Lançado: 7 de Março de 2008) 

"Mercy" [Versão do Single] 

"Tomorrow" 

"Oh Boy" 

"Save It for Your Prayers" 

"Mercy" videoclipe

## Performance nas Paradas
"Mercy" vendeu 390 mil cópias no Reino Unido na semana de 27 de Abril de 2008, o que o tornou o single mais bem vendido de 2008 em UK, à frente de Basshunter com "Now You're Gone" e Nickelback com "Rockstar".

### Posições
| Parada (2008)                           | Melhor posição |
| --------------------------------------- | -------------- |
| EURO 200                                | 1              |
| Áustria - Top 75                        | 1(6x)          |
| Reino Unido - UK Singles Chart          | 1(5x)          |
| Suíça - Top 100                         | 1(3x)          |
| Noruega - Top 20                        | 1(3x)          |
| Bulgária - Top 40                       | 1(2x)          |
| Holanda - Dutch Top 40                  | 1(2x)          |
| Irlanda - Parada de Singles IRMA        | 1(2x)          |
| Alemanha - Germany Singles Top 100      | 1              |
| Dinamarca - Parada de Singles           | 2(4x)          |
| Suécia - Parada de Singles              | 3              |
| Portugal - Top 50 Nacional              | 1              |
| Finlândia - Top 20                      | 3              |
| Bélgica - Top 50                        | 3              |
| Itália - Parada de Singles              | 3              |
| United World Chart                      | 3              |
| França - Top 100                        | 4              |
| Nova Zelândia - Parada de Singles RIANZ | 7              |
| Canadá - Hot 100                        | 13             |
| EUA - Billboard Hot 100                 | 27             |

## Outras versões
- Foi regravada em 2015 por Isabela Moner, para o álbum "Stopping Time".